# Qiyās
Qiyās (arabisch قياس) bezeichnet in der islamischen Rechtswissenschaft eine bestimmte Form von Analogieschluss, die als Mittel zur Normenfindung angewandt werden kann, wenn zu einem bestimmten Sachverhalt keine Aussage in Koran oder Sunna existiert und auch kein Gelehrtenkonsens dazu besteht. Der Begriff ist von der arabischen Wurzel q-y-s قيس abgeleitet, deren Grundbedeutung „messen“, „vergleichen“, „beurteilen“ ist.

## Stellung im islamischen Recht
Im sunnitischen Islam gilt der Qiyās nach Koran, Sunna und Idschmāʿ als die vierte Rechtsquelle. Die Zwölfer-Schia lehnt Qiyās ab, lässt dafür aber den Vernunftbeweis (dalīl al-ʿaql) zu. Auch die Zahiriten und einige Hanbaliten lehnten den Qiyās ab.
Grundlegend für die sunnitische Auffassung vom Qiyās ist die Aussage von asch-Schāfiʿī in seinem Kitāb Ibṭāl al-istiḥsān („Buch der Entkräftung der Billigkeitserwägung“), das Teil seines Kitāb al-Umm bildet. Hier wird die bei den Hanafiten gepflegte "Billigkeitserwägung" (istiḥsān) als Mittel der Normenfindung zurückgewiesen, gleichzeitig aber auch definiert, welches die zulässigen Mittel der Normenfindung sind: "Niemandem, der als Richter oder Mufti tätig sein will, ist es erlaubt, sich bei der Rechtsprechung oder der Erteilung seines Gutachtens auf etwas anderes zu stützen als auf einen verbindlichen Bericht, nämlich das Buch, die Sunna oder das, was die Gelehrten übereinstimmend lehren, oder auf den Analogieschluss gemäß einem dieser Dinge". Asch-Schāfiʿī ging davon aus, dass Qiyās und Idschtihād identisch sind.

## Bestandteile
Der Qiyās besteht aus vier Elementen: (1) einem Zielfall (farʿ), für den eine normative Bewertung (ḥukm) gesucht wird; (2) einem Ausgangsfall (aṣl), für den durch Koran, Sunna oder Konsens bereits eine normative Bewertung gegeben ist; (3) ein ermittelbarer Grund (ʿilla) für die normative Bewertung des Ausgangsfalls, der auf den Zielfall übertragbar ist; wenn alle drei vorgenannten Elemente vorhanden sind, dann ergibt sich (4) die normative Bewertung des Zielfalls.
Hinsichtlich der ʿilla werden zahlreiche Voraussetzungen genannt, die erfüllt sein müssen, unter anderem „deutliches Zutagetreten“ (ẓuhūr), „Feststellbarkeit“ (inḍibāṭ) und „Angemessenheit“ (munāsaba). Angemessenheit, die besonders viel diskutiert wird, soll dann vorliegen, wenn durch die ʿilla ein Nutzen (maṣlaḥa) bewirkt oder ein Schaden abgewehrt wird. So sind zum Beispiel Wohlstand die ʿilla für das Gebot zur Zahlung der Zakat und Vermeidung von Rausch die ʿilla für das koranische Weinverbot.
In manchen Systemen wird die Kategorie „Angemessenheit“ noch weiter aufgegliedert, und zwar nach:
- Grad der Dringlichkeit in „zwingende Notwendigkeit“ (ḍarūra), „Bedürftigkeit“ (ḥāǧa) und „Vollständigkeit“ (tatimma). Zu den Dingen, die zwingend notwendig sind, gehören die fünf aus der Scharia ableitbaren Universalien (al-kullīyāt al-ḫams): Leben, Religion, Familie, Vernunft und Eigentum. Je größer die Dringlichkeit ist, desto mehr eignet sie sich für den Qiyās.
- Grad der Spezifität von ʿilla und farʿ. Je spezifischer beide sind, desto mehr eignen sie sich für den Qiyās.
- Position der religiösen Grundlagentexte gegenüber dem angestrebten Nutzen. Wird der Nutzen in den Texten explizit anerkannt, handelt es sich um einen „anerkannten Nutzen“ (maṣlaḥa muʿtabara), der eine gesunde Grundlage für die Argumentation darstellt. Wird dieser Nutzen in diesen Texten explizit ausgeschlossen, ist es ein „ausgeschlossener Nutzen“ (maṣlaḥa mulġāt), der nicht für die Argumentation taugt. Um einen „freigestellten Nutzen“ (maṣlaḥa mursala) handelt es sich, wenn die Grundlagentexte dazu gar keine wertenden Aussagen enthalten. Er kann ebenfalls als Argument verwendet werden.